# 多萝西·H·克劳福德
多萝西·H·克劳福德（英語：Dorothy H. Crawford，1950年—）是一位英国醫學微生物學家，爱丁堡大学副校长，爱丁堡皇家学会会员，主要作品有《病毒》（Viruses，入选牛津通识读本）、《寻找病毒：艾滋病起源探寻》（Virus Hunt : The Search for the Origin of HIV）等。